# 納德姆
納德姆（俄语：Надым）是俄羅斯亚马尔-涅涅茨自治区南部的一個城市。2002年人口45,943人。
最早見於1598年的文獻，但在19世紀末被廢棄。1968年因附近發現天然氣而重新建立。1972年3月9日設市。

## 姐妹城市
- 挪威特羅姆瑟